# حقول نفط مجنون
حقول نفط مجنون هي حقول نفطية توجد شرقي محافظة البصرة بالقرب من الحدود الإيرانية-العراقية وهو يبعد 60 كم عن مدينة البصرة وتعتبر من حقول النفط المهمة في العراق.
تم اكتشاف هذا الحقل من قبل منقب نفط ايطالي وتم تسمية هذا الحقل«مجنون» بعد أن شاهد النفط يخرج من باطن الأرض بدون أي حفر فقال إنه شئ مجنون.